# Штробль, Алайош
Ала́йош Я́нош Ви́льмош Штробль (венг. Strobl Alajos János Vilmos; 21 июня 1856, Нойхойзель-ам-Липтау, Австрийская империя, ныне Липтовски-Градок, Словакия — 13 декабря 1926, Будапешт, Венгрия) — венгерский скульптор и педагог.

## Биография
В 1870-е годы учился в Венской академии художеств у Каспара фон Цумбуша. По окончании академии приезжает в Будапешт, где создает скульптурные портреты Листа и Эркеля для Венгерского оперного театра. Затем создаёт памятник Яношу Араню возле Венгерского национального музея. 
Будучи скульптором, добивавшимся тщательной деталировки и портретного сходства, очень быстро приобретает массу заказчиков как в среде зажиточной интеллигенции, так и в среде аристократии и духовенства. В 1906 году становится автором памятника Игнацу Земмельвайсу. Штробль создал большую портретную галерею деятелей венгерского искусства: Михая Мункачи, Кароя Лотца, Альберта Шикеданца, Мари Ясаи, Яноша Вайды, Дежё Силадьи, Иштвана Сеченьи, Мора Йокаи и многих других. Преподавал в Будапештской академии художеств. Похоронен на будапештском мемориальном кладбище Керепеши, где многие надгробия выполнены скульптором.